# Butch Beard
Alfred "Butch" Beard, Jr. (ur. 4 maja 1947 w Hardinsburg) – amerykański koszykarz, występujący na pozycji rozgrywającego, uczestnik meczu gwiazd NBA, reprezentant Stanów Zjednoczonych, trener, analityk koszykarski spotkań New York Knicks dla stacji MSG Network.
Opuścił rozgrywki 1970/71 z powodu służby wojskowej.

## Osiągnięcia
NCAA
- Uczestnik rozgrywek Sweet 16 turnieju NCAA (1967, 1968)
- Mistrz sezonu regularnego konferencji Missouri Valley (MVC – 1967–1969)
- Zaliczony do[2]:
  - I składu MVC (1967–1969)
  - II składu All-American (1967 przez UPI)
  - III składu All-American (1967 przez AP, 1969 przez UPI)

NBA
- Mistrz NBA (1975)[3]
- Uczestnik meczu gwiazd NBA (1972)[4]

Reprezentacja
- Mistrz uniwersjady (1967)[5]